# Un homme au foyer
Un homme au foyer est une série télévisée humoristique québécois en 64 épisodes de 25 minutes scénarisé par André Dubois et Ubaldo Fasano, diffusé entre le 2 septembre 1987 et le 26 mai 1989 sur le réseau TVA.

## Synopsis
« Un homme au foyer » relate les aventures, souvent cocasses, d'une famille dont le père reste à la maison pour s'occuper des enfants et des tâches ménagères.

## Fiche technique
- Scénarisation : André Dubois et Ubaldo Fasano
- Réalisation : Armand Bastien, Claude Boucher, Robert Desfonds, André Guérard, André Matteau et Jean-Louis Sueur
- Société de production : Conceptel

## Distribution
- Jacques L'Heureux : Jérôme Beaudoin
- Marie-Lou Dion : Françoise Rousseau
- Étienne De Passillé : Jean-Christophe Beaudoin
- Emmanuelle Dubois : Anaïs Beaudoin
- Annie Major-Matte : Sophie Beaudoin
- Grégoriane Minot-Payeur : Véronique Beaudoin
- René Caron : Anthime Rousseau
- Rita Bibeau : Simone Arcand
- Anouk Simard : Ginette Arcand
- Mathieu Grondin : Carl Arcand
- Paul Dion : Charles Arcand
- Gilbert Comtois : Hervé Bibeau
- Véronique Le Flaguais : Linda
- Michèle Deslauriers : Jocelyne
- Henri Chassé : Alain Robichaud
- Nadia Paradis : Sylviane
- Patrick Labbé : Éric
- Diane Robitaille : Geneviève Boileau